# Changle (köping i Kina, Guangxi)
Changle (kinesiska: 长乐镇, 长乐) är en köping i Kina. Den ligger i den autonoma regionen Guangxi, i den södra delen av landet, omkring 200 kilometer nordväst om regionhuvudstaden Nanning. Antalet invånare är 14051. Befolkningen består av 7 105 kvinnor och 6 946 män. Barn under 15 år utgör 27,0 %, vuxna 15-64 år 59 %, och äldre över 65 år 12,0 %.
Genomsnittlig årsnederbörd är 1 846 millimeter. Den regnigaste månaden är juni, med i genomsnitt 349 mm nederbörd, och den torraste är februari, med 34 mm nederbörd.